# 三面體新石器

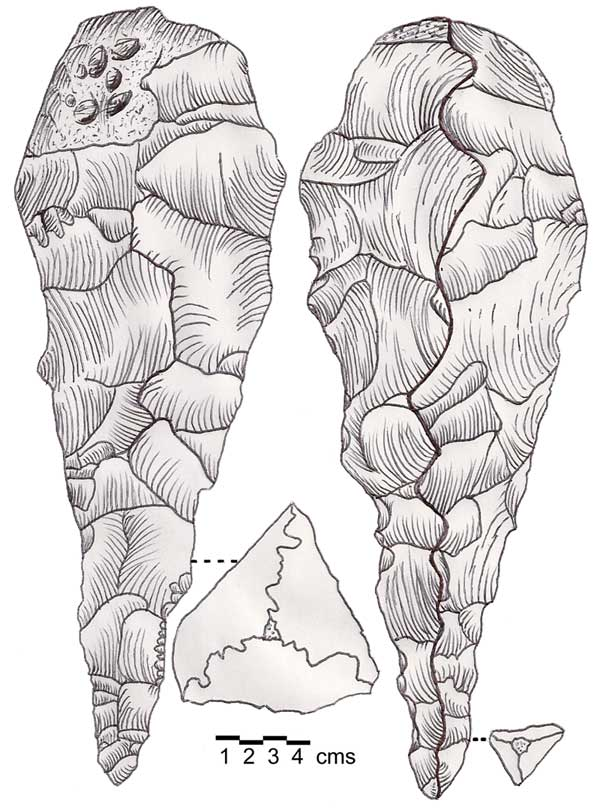
來自黎巴嫩朱卜堅寧2號遺址的新石器時代三面體斧或鎬，褐色。由黎巴嫩貝魯特聖約瑟夫大學的黎巴嫩史前博物館收藏。

三面體新石器（英語：Trihedral Neolithic），或稱三稜手鎬新石器是一種考古學上的工業風格，用於稱呼黎巴嫩貝卡谷地朱卜堅寧2號遺址出土的打製燧石工具，外觀為橢球狀和三面體，這樣的風格似乎代表了一種高度專業化的新石器時代工業，目前對此工業的解釋仍相當不足。